# Jon Bruland
Jon Bruland er en dansk bassist og komponist.
Jon har som bassist spillet med bl.a. Steen Kyed Trio, Alberte Winding, Jan Glæsels Orkester, Burnin Red Ivanhoe, Kasper Winding, Anne Linnet og mange andre.
Han spiller oftest på en 6 strenget Celinder Custom.
Han har desuden undervist på Rytmisk Musikkonservatorium.

## Filmografi
Jon har komponeret musikken til følgende film:
- En enkelt til Korsør (Gert Fredholm, 2008)
- Den store dag (Morten Arnfred, 2005)
- Tvilling (Hans Fabian Wullenweber, 2003)
- Lykkevej (Morten Arnfred, 2003)
- At klappe med een hånd (Gert Fredholm, 2001)

## Hædersbevisninger
Han blev nomineret til en Robert sammen med Ole Arnfred for musikken til filmen Lykkevej fra 2003